# Годао 317
Годао 317 (англ. G317, кит. 317国道) — китайская дорога государственного значения, которая начинается в городе субпровинциального значения Чэнду (провинция Сычуань) и идёт в западном направлении до района Сэни, Тибетский автономный район).
Дорога проходит только через провинцию Сычуань и Тибетский автономный район. Южнее Годао 317 проходит Годао 318. В уезде Ривоче (другое произношение — Лэйуци) пересекается с Годао 214 (Синин — Цзинхун).
Общая протяженность дороги составляет 2043 км.

## Маршрут
| Путь и расстояние (км) |                |
| \| Город \| Дистанция (км) \| \| ------------------------------------ \| -------------- \| \| Чэнду, Сычуань \| 0 \| \| Пиду, Сычуань \| 20 \| \| Дуцзянъянь, Сычуань \| 54 \| \| Вэньчуань, Сычуань \| 149 \| \| Лисянь (Нгава), Сычуань \| 206 \| \| Баркам, Сычуань \| 394 \| \| Джагго, Сычуань \| 661 \| \| Гардзе, Сычуань \| 756 \| \| Деге, Сычуань \| 960 \| \| Джомда, Тибетский автономный район \| 1070 \| \| Каруб, Тибетский автономный район \| 1298 \| \| Ривоче, Тибетский автономный район \| 1403 \| \| Денгчен, Тибетский автономный район \| 1546 \| \| Бачен, Тибетский автономный район \| 1782 \| \| Сог-Сянь, Тибетский автономный район \| 1812 \| \| Сэни, Тибетский автономный район \| 2043 \| |                |
| Город | Дистанция (км) |
| Чэнду, Сычуань | 0              |
| Пиду, Сычуань | 20             |
| Дуцзянъянь, Сычуань | 54             |
| Вэньчуань, Сычуань | 149            |
| Лисянь (Нгава), Сычуань | 206            |
| Баркам, Сычуань | 394            |
| Джагго, Сычуань | 661            |
| Гардзе, Сычуань | 756            |
| Деге, Сычуань | 960            |
| Джомда, Тибетский автономный район | 1070           |
| Каруб, Тибетский автономный район | 1298           |
| Ривоче, Тибетский автономный район | 1403           |
| Денгчен, Тибетский автономный район | 1546           |
| Бачен, Тибетский автономный район | 1782           |
| Сог-Сянь, Тибетский автономный район | 1812           |
| Сэни, Тибетский автономный район | 2043           |